# 博迪涅库尔
博迪涅库尔（法語：Baudignécourt，法語發音：[bodiɲekuʁ]）是法国默兹省的一个旧市镇，属于科梅尔西区。2019年，博迪涅库尔与市镇德芒日欧索合并为新市镇德芒日-博迪涅库尔。

## 地理
博迪涅库尔（48°34'11"N, 5°27'42"E）面积6.28 平方千米，位于法国大東部大區默兹省，该省份为法国西北部内陆省份，北与比利时接壤，西接马恩省和阿登省，南至上马恩省和孚日省，东临默尔特-摩泽尔省。
与博迪涅库尔接壤的市镇（或旧市镇、城区）包括：德卢兹-罗西耶尔、德芒日欧索、乌德兰库尔、圣茹瓦尔。

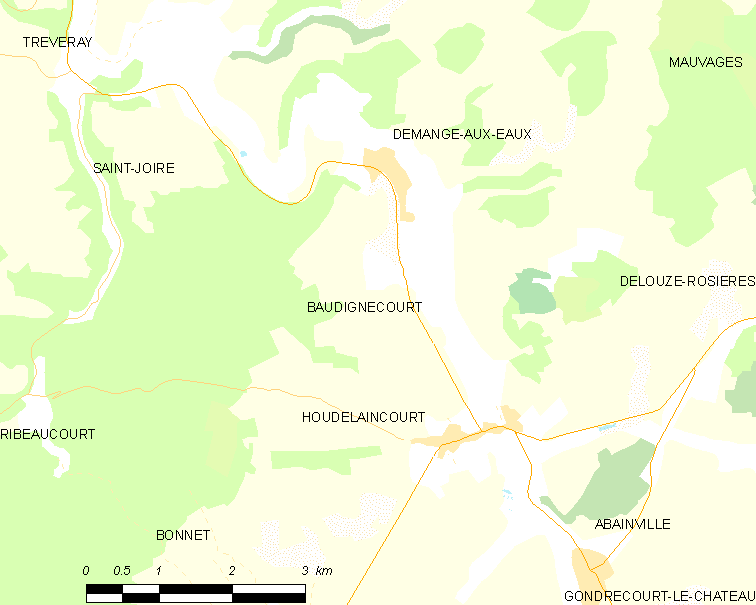
博迪涅库尔的OSM定位图

博迪涅库尔的时区为UTC+01:00、UTC+02:00（夏令时）。

## 行政
博迪涅库尔的邮政编码为55130，INSEE市镇编码为55030。

## 政治
博迪涅库尔所属的省级选区为利尼昂巴鲁瓦县。

## 人口

1962-2008年间博迪涅库尔人口变化图示

博迪涅库尔于2018年1月1日时的人口数量为63人。